# Palácio da Conceição
O Palácio da Conceição, também conhecido como Palácio Episcopal, localiza-se no bairro da Saúde, no centro histórico da cidade e estado do Rio de Janeiro, no Brasil.

## Histórico
Situado no alto do morro da Conceição, foi a antiga residência episcopal da cidade, vizinho à Fortaleza da Conceição.
O primeiro prelado que nele residiu foi o terceiro bispo do Rio de Janeiro, D. Francisco de São Jerônimo, chegado ao Rio de Janeiro no ano de 1702.
Quando de sua morte, em 1721, com fama de Santo, teve o seu corpo sepultado no interior da Capela do Palácio.
O edifício foi utilizado como residência até à transferência da sede do bispado para o Palácio São Joaquim, na Rua da Glória.
Posteriormente abrigou a sede do Serviço Geográfico do Exército, e, tombado pelo Instituto do Patrimônio Histórico e Artístico Nacional (IPHAN), atualmente abriga o Museu Cartográfico, que conserva alguns dos mais antigos mapas do país.